# 教派自殺
教派自殺是一些宗教（或者邪教）團體，帶領它們的信眾自殺。有些時候所有的會員在同一時間和地點集體自殺。曾經作出此行為的教派包括天堂之門（Heaven's Gate）、太陽聖殿教（Order of the Solar Temple）、人民圣殿教（瓊斯鎮）（Peoples Temple - Jonestown），以及復興十誡運動（Movement for the Restoration of the Ten Commandments of God）。在其他個案有部份分支表面上支持集體自殺，但沒有鼓勵信眾參與。例子包括Filippians、太平天國等。

## 已知的教派自殺

### 人民圣殿教（吉姆·瓊斯）
於1978年，908名吉姆·瓊斯的追隨者於蓋亞那瓊斯鎮一次集體謀殺/自殺中死去。死去的包括274名兒童。另一講法聲稱大部份受害者是非自願受毒針注射，甚至有講法聲稱事件牽涉美國中央情報局。可是，一份來自教派前會員的口供指於大屠殺前有稱為「白夜」(white night)的測試，會員在當時注射毒針練習集體自殺，以及在瓊斯最後灌錄於錄音帶上的講話，他指出「我的想法是你對小孩仁慈以及對長者仁慈，就取用那些藥水就像他們在古希臘也一樣使用...」說明組織傾向自殺同時將之裝成政治演出：「我們沒有自殺，我們是作進化了的自殺去抗衡一個不人道的世界。」

### 唯美現實主義
在1978年11月8日，唯美現實教派創辦人伊利·西爾高(Eli Siegel)蓄意服食過量有醫生處方的巴比通(barbituates)自殺身亡，追隨者將其死因保密。美國《紐約時報》報導：「宣揚西爾高信仰的唯美現實教派，昨日拒絕透露其臨床死因，只在新聞稿中表示，西爾高『五十年歷盡新聞界與俗世的各種不公義，心碎而死』。數年後，西爾高的遺孀瑪大·白爾德，亦在唯美現實教派信徒的慫恿下輕生死亡。」

### 太陽聖殿教
由1994年至1997年間，太陽聖殿教的成員進行一系列的集體自殺事件，造成74人死亡。自殺的教徒留下遺書宣稱相信能透過死亡，逃離「現世的偽善與壓逼」，又說感覺到他們正在「歸向天狼星」。死者的職業包括市長、記者、公務員與銷售經理；據加拿大魁北克省警方取得的紀錄顯示，有教徒曾以個人名義，捐獻超過100萬美元給教派領袖約瑟·迪曼貝路（Joseph Di Mambro）。其餘信眾曾企圖進行另一次大規模集體自殺，但行動在1990年代末被阻止。所有自殺/謀殺事件都在與春分、夏至、秋分、冬至相近的日期發生，很可能與該教派的信仰有關。

### 天堂之門
在1997年3月26日，39名天堂之門教派的信眾，死於美國加州聖地牙哥發生的一場集體自殺。根據該教派的信念，是次行動並非結束生命之舉，只是「離開人類形體軀殼」、讓靈魂登上太空船，展開跟隨海爾·博普彗星的旅途。部分男性教徒在自殺前更自願進行閹割，為他們心目中的無性別旅程作準備。
在1997年3月30日，曾一度為樂隊「感激的死者」（Grateful Dead）擔任循迴演唱道具管理員的羅拔·利安·尼古拉（Robert Leon Nichols），被發現死於他在美國加州的旅行車內，身邊留下字條稱：「我正前往海爾·博普的太空船，與較早前離去的人會合」。尼古拉與其他信徒一樣，頭部罩上塑膠袋，上身蓋上紫色裹屍布，但他使用丙烷氣自殺，而非其他教徒所用的伏特加與苯巴比妥（phenobarbital，一種鎮靜劑）。尼古拉與該教派的聯繋不明。
在1997年5月，兩名沒有參與集體自殺的教徒進行自殺，其中一名喪生，另一名昏迷兩天後清醒。康復者卓克·亨腓利（Chuck Humphrey）在1998年2月再次自殺，不治死亡。

### 復興十誡運動
於2000年3月17日，在烏干達約有800至1000名「復興十誡運動」信眾死亡，據信死於集體自殺。該教派分裂自羅馬天主教，強調天啟，並聲稱聖母顯靈。他們亦認定開明的世界是腐朽的，將他們當成純潔的挪亞方舟。因此信眾的言語受嚴格管制，要避免說任何不實或罪惡的話。

## 懷疑教派自殺
以下教派與成員自殺的關係，並不如上述其他教派般明顯，當中存有爭議性。

### 大衛教派
根據多家傳媒機構報導，大衛教派1993年4月在美國德州韋科郡的集體死亡事件，是一宗教派集體自殺案。但亦有民間意見認為事件有可能由意外或群體恐慌情緒引起，具體起因不詳，未必一定是該教派蓄意自殺。有人認為美國政府是肇事者；有人認為是教派領袖蓄意進行的一場謀殺/自殺案。眾說紛紜，唯一無異議的是，教派成員在事件中以暴力形式喪生。

### 創造者世界教會
創造者世界教會由班·克拉遜(Ben Klassen)創立，最初為信奉白人至上主义(white supremacist)的組織，教派後來稱為創造運動(Creativity Movement)。克拉遜曾撰寫《白種人的聖經》，稱自殺為「基於多種原因──例如當決定生命不再有價值的情況下── 一種光榮及有尊嚴的死亡方式」。他的妻子逝世後，克拉遜實行自己宣講的教義，自殺死亡。一名教派前度成員班哲明·尼敦爾·史密夫(Benjamin Nathaniel Smith)在宴樂狂歡時失手殺人，其後亦進行自殺。

## 在自殺問題上存疑的教派

### 國際家庭
國際家庭（前稱上帝之子）雖然在官方立場上反對安樂死，但該教派的教義強調耶穌再臨，有評論者認為該教派集體自殺的潛在傾向。
該教派創辦人大衛·伯格之繼子利奇·勞迪圭(Ricky Rodriguez)，亦是教派現領袖凱倫·澤比的親兒，2005年進行雙料謀殺/自殺一案，令該教派是否有教唆自殺之嫌，重新引起外界注意。雖然「一名教派前度成員自殺」，與「一場教派集體自殺」不可同日而語，但由於勞迪圭在教派中的特殊身分，美國NBC電視台節目第三眼曾作出矚目的報導。為教派辯護者則指，事件只是勞迪圭的個人行為，不能代表整個教派的價值觀。

## 与殉教的关系
基督教與伊斯兰教中的殉教行為，也捲入教派自殺的爭論中。當主流宗教的殉道者接受或主動選擇死亡，他們可謂進行一種在他人協助下的自殺。這種說法並不新，近代研究宗教改革的學者理察·馬流斯為中世紀殉道者托马斯·莫尔寫的傳記中，顯示摩爾曾經對接受殉教猶疑，因為輕易接受殉道與自殺太過相似。
大多數主流宗教，都禁止成員終止自己的生命。所謂殉教，通常指為著一個宗教信仰的緣故，被動地喪命於不信這個宗教的異教徒的手上。羅馬天主教會認為生命是天主賜予的禮物，只有天主才是生命的全權擁有者，有權決定生命何時終結。例外的情況是，若捨棄自己的生命去拯救其他生命，大多數文化都不認為這是自殺。
回教可能是最嚴厲禁止自殺的宗教，故約旦、埃及等回教國家錄得的自殺率，屬世界最低的國家之列。
可是，極端的原教旨主義回教運動，強烈鼓勵信徒接受聖戰的概念，鼓吹進行自殺式炸彈襲擊並非自殺，而是極端組織口中的「殉道行動」，為殺死敵人，不惜犧牲自己同歸於盡。
在過往十年，數以百計的回教徒極端分子，採用自殺式襲擊的方式殺害敵方的軍事人員與平民，他們以巴勒斯坦及沙地阿拉伯人為主，大部分事件發生在中東。在2001年9月11日的911事件中，19名自殺式襲擊者向美國發動攻擊，此後恐怖襲擊對象有全球化蔓延跡象。雖然這些衝突與政治經濟因素有關，但施襲者的訴求仍帶有強烈的宗教色彩，尤以巴勒斯坦人為然。
斯里蘭卡的泰米爾猛虎游擊隊同樣以自殺式炸彈著名。西方觀察員曾認為韋盧皮萊·普拉巴卡蘭作為一名印度教教派領袖，有鼓動跟隨者自殺的影響力，故泰米爾猛虎游擊隊(LTTE)有自殺教派的影子。此說具爭論性，而游擊隊員的政治目標比宗教色彩濃厚，殺害敵人的意圖亦較自毀傾向為重。
在越戰期間，佛教僧侶曾進行自戕，有評論認為這屬於教派自殺的行為；但反對者認為，僧侶進行的屬於政治行動而非宗教行動，自戕是個人訴求，而非來自宗教組織的領導者，例如，事件中沒有佛教團體要求釋廣德自戕，故這不算教派自殺。
當某些教派意識到，組織即將面臨敵人或其他外界力量施壓時，教派有可能採取集體自殺的行動，以逃避面前的壓力。這些外界壓力可能是真實的，也可能是子虛烏有的（見以色列马萨达高原駐防點被圍攻的故事）。马萨达的傳說及類似的例子，有時成為教派自殺的借口。即使教派以外的人認為邪惡帝國是虛構的，但教派成員可能感到自己像马萨达一樣，身處邪惡帝國的逼害險境邊緣，寧願死亡都比投降好。
值得一提的是，部分教派例如摩門教、統一教、安息日會等，自殺率比整體人口為低。（以美國每年自殺率為每10萬人中有5人計）。

## 討論點
即使教義反對信徒叛教，或宗教活動中出現成員死亡事件，有時並非簡單的因果關係，不能簡單歸咎於教派導人自殺。例子包括山達基的反對現代醫藥；或近年一宗由羅馬尼亞東正教神父為少女愛蜜莉·蘿絲進行驅魔，少女其後死亡的事件，均涉及較複雜的宗教倫理，不能簡化指教派信仰直接導致死亡。

### 网页
- FACTNet.org - 在山達基教會中長大的麻省理工學生自殺事件
- 與山達基有關的自殺及其他死亡事件 （页面存档备份，存于）